# هوم‌استاک
هوم‌استاک (به انگلیسی: Homestuck) یک مجموعهٔ وب‌کمیک در سبک داستان اینترنتی می‌باشد که توسط نویسنده و هنرمند آمریکایی اندرو هاسی خلق شده‌است.
داستان این اثر درمورد گروهی از نوجوانانی‌است که با نصب نسخهٔ بتای یک بازی رایانه‌ای به نام اس‌بورب، نابودی حتمی زمین را رقم می‌زنند. این نوجوانان به زودی با گروهی از ترول‌های اینترنتی که بعد معلوم می‌شود موجودات فضایی شاخ‌دار هستند، برخورد می‌کنند و این ترول‌ها با بچه‌ها همکاری می‌کنند تا با به اتمام رساندن بازی جهان جدیدی بسازند. هوم‌استاک به‌دلیل روایت داستانی پیچیده و غیرخطی‌اش و حجم بسیار زیادش که بالغ بر ۸،۰۰۰ صفحه و ۸۰۰،۰۰۰ کلمه می‌باشد و همچنین جامعهٔ هواداران به‌شدت متعصب خود شناخته می‌شود.
موفقیت هوم‌استاک باعث به‌وجود آمدن پروژه‌ها و دنباله‌های متعددی شده‌است که از میان آن‌ها می‌توان به مجموعه بازی‌های ماجراجویی هایوسواپ اشاره نمود.

## خلاصه داستان
در سال ۲۰۰۹ میلادی و در روز تولد سیزده‌سالگی جان اگبرت، وی نسخهٔ بتای بازی کامپیوتری رو به انتشاری به‌نام اس‌بورب دریافت می‌کند؛ وی پس از نصب بازی بر روی کامپیوترش در زندگی واقعی بارش شهاب‌سنگی راه می‌اندازد و شهاب‌سنگ عظیمی با شمارش معکوس به آرامی برای برخورد با خانه‌اش به او نزدیک می‌شود؛ جان تنها با انتقال به مکانی به نام «مدیوم» زنده خواهد ماند. دوستان جان، رز لالوند، دیو استرایدر و جید هارلی به‌همراه نگهبانانشان در بازی به او می‌پیوندند؛ سپس پی می‌برند که انجام این بازی به‌طور ناخواسته باعث نابودی زمین شده و باید اس‌بورب را برنده شوند تا جهان جدیدی ایجاد کنند.